# Devon Bagby
Devon Bijan Bagby (San Diego, 1º dicembre 1998) è un attore statunitense, principalmente noto per il ruolo di Conor Donovan nella serie televisiva Ray Donovan.

## Carriera

### Televisione
Esordisce in televisione nel 2012 recitando una piccola parte in un episodio della nona stagione di CSI:NY. Dal 2013 fa parte del cast della serie televisiva Ray Donovan, prodotta da Showtime, dove interpreta il ruolo di Conor Donovan, figlio del protagonista Ray.

## Filmografia

### Televisione
- CSI: NY – serie TV, episodio 9x07 (2012)
- Ray Donovan – serie TV, 72 episodi (2013-2019)
- Ironside – serie TV, episodio 1x02 (2013)

## Doppiatori italiani
Nelle versioni in italiano Devon Bagby è stato doppiata da:
- Leonardo Caneva in Ray Donovan